# Eminium koenenianum
Eminium koenenianum är en kallaväxtart som beskrevs av Wolfram Lobin och Peter Charles Boyce. Eminium koenenianum ingår i släktet Eminium och familjen kallaväxter. Inga underarter finns listade.